# Vedra (Hiszpania)
Vedra – gmina w Hiszpanii, w prowincji A Coruña, w Galicji, o powierzchni 52,78 km². W 2011 roku gmina liczyła 5043 mieszkańców.